# Dreizinkenspitze
Die Dreizinkenspitze ist ein 2603 m ü. A.
hoher Berg in der Hinterautal-Vomper-Kette im Karwendel in Tirol. Sie liegt zwischen der Laliderer Spitze im Westen und der Grubenkarspitze im Südosten, also inmitten der Laliderer Wände. Der Name leitet sich von den drei Zacken ab, die den Gipfelaufbau bilden. Er wurde von Hermann von Barth geprägt, der den Gipfel im Jahr 1870 als Erster bestieg. 
Die Dreizinkenspitze ist, wie ihre Nachbargipfel, aus dem Rossloch in langer Bergwanderung zu erreichen. Das Rossloch ist ein Almkessel in einem Seitental des Hinterautal. Der Zugang ab Scharnitz (964 m ü. A., Bahnhof und Großparkplatz) erfordert zu Fuß fast drei Stunden; die meisten Bergsteiger kommen mit dem Mountainbike. Ab der ersten Steilstufe oberhalb des Rosslochs bis zum Schuttkegel unterhalb des Gipfelaufbaus überaus deutlich markiert. Der Gipfelzustieg erfolgt durch einen Kamin, derzeit ohne Seilsicherung und mit Steinschlagsgefahr. Die letzten Meter zur östlichen Zinke sind durch Eisenstifte erleichtert und durch ein Drahtseil gesichert.
Im Jahr 2004, zu einer Zeit, als es auch anderswo im Karwendel zu Auseinandersetzungen über touristische Erschließungen kam, sind Versicherungen unbrauchbar gemacht und Markierungen übermalt worden. In empörter Reaktion darauf, dokumentiert im Gipfelbuch, wurde der Anstieg mit massiven roten Markierungen überzogen.

## Lage
| \| \| |
|       |

 
 
 
 

Lage der Dreizinkenspitze im Karwendel (links)
und in den Alpen (rechts).